# آلیسا دوررو
آلیسا دوررو (انگلیسی: Alisa Durbrow؛ زادهٔ ۱۶ آوریل ۱۹۸۸) بازیگر، بازیگر خردسال، شخصیت‌های تلویزیونی در ژاپن، و مدل (شخص) اهل ژاپن است.